# En Sof
Ein Sof ou Eyn Sof (en hébreu אין סוף, eɪn sɒf), se traduit en français littéralement, par « sans limites », « sans fin », et plus largement par « illimité » ou « infini ». La Kabbale qualifie par ce terme l'Essence transcendante cachée de « Celui dont le Saint Nom (HaShem) est ineffable ».

## Ein Sofet Kabbale
Dépassant toute compréhension logique, le « Premier des premiers », la « Cause des causes », la « Volonté absolue », est le Un (Ahad) au sens néo-platonicien de ce concept, qui élargit la notion d'« Essence suprême » au-delà de toute interprétation personnelle ou de ressenti individuel.
C'est un principe ineffable, à l'origine de toutes choses. « Ce principe ne peut être identifié au Dieu des croyances et des pratiques religieuses. Rien ne saurait le définir et la notion même d’existence ne lui est pas applicable. Aussi, les cabalistes se sont demandé : comment faire pour que ce principe primordial et caché, dont on ignore même s’il existe, puisse vraiment avoir un sens pour nous les Hommes ? Ce sont eux qui donnent un sens aux mots et aux choses qu’ils éprouvent. La pure transcendance n’a aucun intérêt et n’est rien (elle est même appelée parfois « néant ») », selon Charles Mopsik.
La Kabbale distingue nettement entre le Principe Infini (Ein Sof), et l'émanation de ce Principe par ses puissances constitutives (les Sefiroth) qui s'activent à créer le monde, à révéler la Loi qui règle ce monde (la Torah), à racheter ceux qui aiment et appliquent cette Loi (le peuple juif élu).
La Kabbale tente de souligner les relations qui se nouent entre la finitude des créatures et l'Infinitude du Créateur, pôles d'une incommensurable différence qui se prêtent pourtant une grande attention (une gnose) faite de respect et d'amour mutuels.
Cette conception était absente des deux premiers traités de Kabbale qu'étaient le Sefer Yetsirah et le Sefer HaBahir qui le réinterpréta ensuite. L'influence du néoplatonisme dans la mystique juive s'exprima dans un stade ultérieur de recherche très présent dans le Sefer Ha Zohar.
Le critère le plus important de la relation du Ein Sof et du Sof est le don de la Loi (Torah) de l'Un à l'autre, auquel cet autre répond par l'obéissance méticuleuse à cette Torah par amour pour cet Être infini (Ein Sof) qui la lui a donnée. La Kabbale marie ainsi, au niveau conceptuel, le judaïsme et l'hellénisme, sans toutefois renier les exigences de sa religion traditionnelle.

## Dans la religion égyptienne antique
Dans la religion égyptienne antique, Noun était l'« océan infini », puissance créatrice inconnue et inconnaissable, existant avant l'émergence des dieux et la création du monde,.